# Верду, Марибель
Мари́я Изабе́ль Верду́ Ролья́н (исп. María Isabel Verdú Rollán; род. 2 октября 1970, Мадрид, Испания) — испанская актриса. Двукратная обладательница премии «Гойя» за лучшую женскую роль. Наиболее известна по ролям в фильмах «И твою маму тоже» (2001) Альфонсо Куарона и «Лабиринт Фавна» (2006) Гильермо дель Торо.

## Биография
Актёрскую карьеру начала в 13 лет со съёмок в рекламе и телесериалах. В 2007 году была приглашена в Американскую академию киноискусства. В 2008 году получила премию «Гойя» за лучшую женскую роль в фильме Грасии Керехеты «Семь бильярдных столов». В 2009 году была награждена национальной премией кинематографистов Испании. В 2012 году получила премию «Гойя» за лучшую женскую роль в фильме «Белоснежка» Пабло Бергерa.
С 1999 года замужем за Педро Ларраньягой, сыном актёра Карлоса Ларраньяги.

## Избранная фильмография
| Год  | Фильм                  | Оригинальное название         | Роль            |
| ---- | ---------------------- | ----------------------------- | --------------- |
| 1986 | 27 часов               | 27 horas                      | Майте           |
| 1991 | Любовники              | Amantes                       | Трини           |
| 1992 | Изящная эпоха          | Belle Époque                  | Роси́о           |
| 1993 | Двуязычный любовник    | El Amante Bilingüe            | Chica violín    |
| 1993 | Золотые яйца           | Huevos de oro                 | Клаудия         |
| 1996 | Селестина              | La Celestina                  | Areusa          |
| 1997 | Счастливая звезда      | La buena estrella             | Марина          |
| 1999 | Гойя в Бордо           | Goya en Burdeos               | герцогиня Альба |
| 2000 | Вратарь                | El Portero                    | Мануэла         |
| 2001 | И твою маму тоже       | Y tu mamá también             | Луиса Кортес    |
| 2006 | Лабиринт фавна         | El laberinto del fauno        | Мерсе́дес        |
| 2007 | Семь бильярдных столов | Siete mesas de billar francés | Анхела          |
| 2007 | Зона                   | La zona                       | Мариана         |
| 2007 | Грязный мальчик        | El niño de barro              | мать мальчика   |
| 2008 | Слепые подсолнухи      | Los girasoles ciegos          | Елена           |
| 2009 | Тетро                  | Tetro                         | Миранда         |
| 2012 | Белоснежка             | Blancanieves                  | Энкарна         |
| 2012 | Конец света            | Fin                           | Марибель        |
| 2013 | 15 лет и один день     | 15 años y un día              | Марго           |
| 2015 | Никаких детей!         | Sin hijos                     | Вики            |
| 2016 | Верхушка айсберга      | La punta del iceberg          | София           |
| 2018 | Волна преступлений     | Ola de crímenes               | Лейре           |
| 2019 | Убийства в стиле Гойи  | El asesino de los caprichos   | Кармен          |
| 2022 | Рэймонд и Рэй          | Raymond & Ray                 | Лусия           |
| 2023 | Рулетка смерти         | Uno para mori                 | Марта           |